# Стар Трек: Оригиналният сериал (сезон 2)
Вторият сезон на американския научнофантастичен телевизионен сериал Стар Трек, създаден от Джийн Родънбъри, е премиерно излъчен по NBC на 15 септември 1967 г. и завършва на 29 март 1968 г. Състои се от 26 епизода. Той включва Уилям Шатнър в ролята на капитан Джеймс Т. Кърк, Ленърд Нимой като Спок и ДеФорест Кели като Ленърд Маккой.

## История на излъчване
Сезонът се излъчва в петък от 20:30 ч. по NBC.

## Актьорски състав
- Уилям Шатнър – капитан Джеймс Т. Кърк, командващ USS Ентърпрайз
- Ленърд Нимой – командир Спок, научен офицер и първи офицер (т.е. втори по командване) на кораба, получовек/полувулканец
- ДеФорест Кели – лейтенант-командир д-р Ленърд "Боунс" Маккой, главният медицински офицер на кораба
- Джеймс Доуън – лейтенант-командир Монтгомъри Скот, главен инженер на Ентърпрайз и втори офицер (т.е. трети по командване)
- Нишел Никълс – лейтенант Нийота Ухура, офицер по комуникациите на кораба
- Джордж Такей – лейтенант Хикару Сулу, рулеви на кораба
- Уолтър Кьониг – мичман Павел Чеков, роден в Русия навигатор, представен в премиерния епизод от втория сезон
- Мейджъл Барет – медицинска сестра Кристин Чапъл, главна медицинска сестра на кораба (също озвучава компютъра на кораба.)
- Еди Паски – лейтенант Лесли

## Епизоди
| № | #  | Заглавие                    | Режисура           | Сценарий                       | Първо излъчване   | Първо излъчване   | Рейтинг (в милиони) |
| --- | -- | --------------------------- | ------------------ | ------------------------------ | ----------------- | ----------------- | ------------------- |
| 30 | 1  | Amok Time                   | Джоузеф Певни      | Теодор Стърджън                | 15 септември 1967 | 15 септември 1967 | Неизвестно          |
| Когато Спок започва да се държи агресивно, Кърк открива, че първият му офицер трябва да се върне на Вулкан, за да се ожени или да умре. Кърк не се подчинява на заповедите му от командването на Звездния флот да посети Алтаир 6 и решава да спаси Спок. Спок, Кърк и Маккой кацат на Вулкан, където Спок ги отвежда до семейната си земя, за да започнат ритуалът на пон фар. |    |                             |                    |                                |                   |                   |                     |
| 31 | 2  | Who Mourns for Adonais?     | Марк Даниълс       | Джилбърт Ралстън               | 22 септември 1967 | 22 септември 1967 | Неизвестно          |
| Ентърпрайз е хванат в енергийно поле, което се контролира от извънземно, което твърди, че е гръцкият бог Аполон. Аполон заповядва на Кърк да се срещне с него на повърхността на планетата. Маккой, Чеков, Скот и лейтенант Каролин Паламас придружават Кърк. Аполон изисква екипажът да му се покланя като на бог в неговия храм, пленявайки Каролин и поразявайки Скот, когато той не се подчинява. Спок намира начин да премине през енергийното поле и помага на Кърк да саботира храма, който е източник на енергията. |    |                             |                    |                                |                   |                   |                     |
| 32 | 3  | The Changeling              | Марк Даниълс       | Джон Мередит Лукас             | 29 септември 1967 | 29 септември 1967 | Неизвестно          |
| Екипажът на Ентърпрайз се занимава с Номад - неразрушима космическа сонда, унищожаваща планети, която смята, че Кърк е нейният създател. Космическата сонда е взета на борда и след приключване на анализа Спок разкрива, че истинският ѝ създател е Джаксън Ройкърк, учен от 20 век. Спок влиза в съзнанието на Номад и открива, че оригиналната космическа сонда е била унищожена, когато друга извънземна сонда някак си се е свързала с нея, изтривайки нейните бази с данни и като резултат е нова машина с нова цел: стерилизиране на всички несъвършени единици. Когато Номад поема контрола над Ентърпрайз, Кърк разкрива истината на сондата, карайки я да разбере, че самата тя е дефектна и трябва да се самоунищожи. Стар Трек: Филмът отчасти е продължение на този епизод. |    |                             |                    |                                |                   |                   |                     |
| 33 | 4  | Mirror, Mirror              | Марк Даниълс       | Джеръм Биксби                  | 6 октомври 1967   | 6 октомври 1967   | Неизвестно          |
| Злополука с телепорта вкарва капитан Кърк и неговите спътници в паралелна вселена, където Ентърпрайз служи на варварска империя вместо на Федерацията. Кърк, Маккой, Скот и Ухура се опитват да се държат подходящо в новата си среда, докато измислят как да се върнат в своята вселена. В тази огледална вселена Сулу се опитва да убие капитан Кърк, за да го наследи като капитан, но не успява и е изпратен в стаята за мъчения. Огледалният Спок получава команда от базата на Звездния флот да екзекутира капитан Кърк, ако той не унищожи планетата Халкан до зазоряване. Маккой и Скот препрограмират телепорта, за да ги изпрати обратно, но срещат Спок в лазарета. Спок ги напада, но е победен и е на път да умре. Кърк позволява на Маккой да го лекува, докато другите отиват в транспортната зала. Огледалният Спок научава истината за вселените близнаци и отвежда Маккой в транспортната, където им помага да се транспортират обратно в тяхната вселена. Този епизод завърта няколко сюжетни линии в Стар Трек: Космическа станция 9, Стар Трек: Ентърпрайз и Стар Трек: Дискавъри.                                           |    |                             |                    |                                |                   |                   |                     |
| 34 | 5  | The Apple                   | Джоузеф Певни      | Макс Ерлих                     | 13 октомври 1967  | 13 октомври 1967  | Неизвестно          |
| Екипажът на Ентърпрайз посещава мистериозна и смъртоносна райска планета, която откриват, че се контролира от машина, наречена Ваал. Наземният екип, който включва Кърк, Спок, Маккой и Сулу, е омагьосан от планетата, но се натъква на странно цвете, което убива двама членове на екипа. Мистериозна мълния наранява Спок и поврежда телепорта на Ентърпрайз. Оцелелите намират група от мъже и жени, които са контролирани от Ваал. Ваал ограничава знанията им за човешките отношения като сексуален контакт и кара жителите на острова да го хранят с експлозивен минерал, открит на острова, за да се подхранва. Ваал нарежда на жителите да убият екипа до сутринта, когато става ясно, че те представляват заплаха за досегашния начин на живот на жителите. Скот намира начин да насочи цялата мощност към фазерите на кораба, докато Кърк и Маккой предотвратяват захранването на Ваал с още експлозивен минерал. Ваал губи сила в резултат на това и става уязвим, което позволява на Ентърпрайз да го унищожи и да освободи жителите.                                                                                                |    |                             |                    |                                |                   |                   |                     |
| 35 | 6  | The Doomsday Machine        | Марк Даниълс       | Норман Спинрад                 | 20 октомври 1967  | 20 октомври 1967  | Неизвестно          |
| След като губи целия си екипаж от извънземна машина от друга галактика, която поглъща планети, комодор Мат Декър предава ранга на Кърк, за да играе на котка и мишка с роботизирания противник. Усилията му да унищожи заплахата поставят Ентърпрайз в сериозна опасност. Този епизод служи като предистория за играта Game Boy за 25-ата годишнина на Стар Трек. |    |                             |                    |                                |                   |                   |                     |
| 36 | 7  | Catspaw                     | Джоузеф Певни      | Робърт Блох                    | 27 октомври 1967  | 27 октомври 1967  | Неизвестно          |
| Двама могъщи извънземни заплашват Ентърпрайз и неговия екипаж с техните магически сили. Скот, Сулу и Джаксън от наземните изчезват на планета, за която се знае, че е необитаема. При завръщането си Джаксън умира, давайки на Кърк предупреждение да напусне системата. Кърк, Спок и Маккой слизат долу, за да намерят мистериозен замък. Мъж и жена, Короб и Силвия, ги срещат и те откриват, че Короб и Силвия не са от тази система, а са се преместили тук с намерението да научат повече за хората. Короб има добри намерения, но Силвия е решена да научи за хората и залавя Сулу, Скот и Маккой напълно чрез контрол на ума. Кърк използва съблазнителни трикове върху Силвия, за да разбере истината и унищожава техния източник на енергия „трансмутатор“, за да освободи целия екип и да сложи край на илюзиите |    |                             |                    |                                |                   |                   |                     |
| 37 | 8  | I, Mudd                     | Марк Даниълс       | Стивън Кандел                  | 3 ноември 1967    | 3 ноември 1967    | Неизвестно          |
| Капитан Кърк и екипажът му имат втори сблъсък с измамника Хари Мъд, този път го намират за крал на планета от андроиди. Ентърпрайз е заловен от андроид, който отвежда целия екипаж на неизследвана планета в галактиката. Кърк, Спок, Маккой, Ухура, Скот и Чеков се приземяват с андроида на планетата, където Мъд е крал на около 200 000 андроида, които да служат. Той разкрива, че андроидите искат да научат и да служат на хората и изискват повече екземпляри. Хари Мъд планира да остави целия екипаж на Ентърпрайз и да вземе звездния кораб. Разкривайки слабите места на андроидите, екипажът на Ентърпрайз поврежда главния контролен блок „Норман“, препрограмира андроидите да служат на първоначалната им цел да заселят планетата, поемат контрола над Ентърпрайз и оставят Хари Мъд да живее с хумористични андроиди. |    |                             |                    |                                |                   |                   |                     |
| 38 | 9  | Metamorphosis               | Ралф Сененски      | Джийн Л. Куун                  | 10 ноември 1967   | 10 ноември 1967   | Неизвестно          |
| Екипаж на совалка от Ентърпрайз се натъква на корабокрушенец, който изглежда е Зефрам Кокрейн, изобретателят на светлинния двигател, и неговия мистериозен извънземен спътник. Кърк, Маккой, Спок и болен офицер са свалени на повърхността на планетата, където се срещат със Зефрам Кокрейн, за когото се смята, че е мъртъв от преди 150 години. Кокрейн обяснява, че спътникът, мистериозно енергийно поле, го поддържа жив и здрав, но наскоро решава, че има нужда от свой спътник. След като разследва и предизвиква извънземния спътник, Кърк разбира, че той има чувства към Кокрейн и намира начин да се върне на Ентърпрайз в изненадващо романтичен епизод. |    |                             |                    |                                |                   |                   |                     |
| 39 | 10 | Journey to Babel            | Джоузеф Певни      | Д. С. Фонтана                  | 17 ноември 1967   | 17 ноември 1967   | Неизвестно          |
| Докато транспортира високопоставени лица за важна мирна конференция на планетата Вавилон, Ентърпрайз е преследван от мистериозен кораб и след кавга между посланика на Вулкан, Сарек (бащата на Спок), и посланика на Теларит, последният е убит, а Сарек е главният заподозрян. Тогава Кърк е нападнат и тежко ранен от убиеца, оневинявайки Сарек, но изисквайки Спок да поеме ръководството на Ентърпрайз. Възниква етична дилема, когато Сарек се разболява и се нуждае от кръвта на Спок за рискована животоспасяваща операция. За съжаление на майка си, Спок поставя своя дълг пред живота на баща си. |    |                             |                    |                                |                   |                   |                     |
| 40 | 11 | Friday's Child              | Джоузеф Певни      | Д. С. Фонтана                  | 1 декември 1967   | 1 декември 1967   | Неизвестно          |
| Екипажът на Ентърпрайз се забърква в борбата за власт на племената на планета. При кацане и виждане на клингон, един член на екипажа е убит от племето. При проблематичен обрат на събитията лидерът на 10-те племена е убит и Мааб, който подкрепя клингоните, е този, който поема управлението. Жената Елийн заедно с Кърк, Спок и Маккой успяват да избягат, но не могат да се свържат с Ентърпрайз, който е бил измамен да напусне орбитата на планетата, за да последва сигнал за помощ. Елийн и останалите успяват да се скрият. Мааб осъзнава истинското намерение на клингоните и Ентърпрайз успява да се върне навреме, за да помогне на наземния екип и да постигне сделка с хората от племето. |    |                             |                    |                                |                   |                   |                     |
| 41 | 12 | The Deadly Years            | Джоузеф Певни      | Дейвид Хармън                  | 8 декември 1967   | 8 декември 1967   | Неизвестно          |
| Странна радиация излага командния екипаж на Ентърпрайз на ефектите от бързото остаряване. Десантен отряд от Чеков, Кърк, Спок, Маккой, Скот и лейтенант Голуей се разделя на малки екипи, за да открие колонистите на планетата Гама Хидра 4. Чеков влиза в сграда и е шокиран да види мъртъв мъж и се обажда на другите. Десантът среща други двама старци на вид, но млади на възраст. Маккой завършва анализа и казва, че другите двама души имат само няколко дни живот, тъй като телесните им функции остаряват с около 30 години на ден. Същото нещо започва да се случва с десантния отряд, след като се връща в Ентърпрайз. Скот, Маккой, Спок, Кърк и Голуей започват да остаряват, но Чеков не. Стареенето възпрепятства способностите за вземане на решения на капитан Кърк и Спок. Комодор Стокър, който е пътник на борда, поема командването на кораба. Той взема лошо решение, отвеждайки Ентърпрайз в неутралната зона и е подложен на смъртоносна атака от ромуланите. |    |                             |                    |                                |                   |                   |                     |
| 42 | 13 | Obsession                   | Ралф Сененски      | Арт Уолъс                      | 15 декември 1967  | 15 декември 1967  | Неизвестно          |
| Капитан Кърк е обсебен от унищожаването на същество, което избива много от екипажа на стария му кораб. След като открива мистериозен облак, който бързо убива трима членове на екипажа, капитан Кърк е решен да намери начин да го разбере и да го унищожи, спирайки разпространението му в повече планетарни системи. Кърк си спомня миналия си опит с този облак няколко години по-рано в друга планетарна система на другият край на галактиката. Неговата мания за този облак започва да се намесва в уменията му за вземане на решения като командир на звездния кораб, което изисква медицинско досие от Маккой и Спок. Скоро двамата разбират защо Кърк е обсебен от този облак. |    |                             |                    |                                |                   |                   |                     |
| 43 | 14 | Wolf in the Fold            | Джоузеф Певни      | Робърт Блох                    | 22 декември 1967  | 22 декември 1967  | Неизвестно          |
| Скот е замесен в поредица от странни убийства. На планетата Аргелиус по време на планирана почивка, Скот, Кърк и Маккой се натъкват на поредица от събития, при които Скот е обвинен за убийството на три жени, две местни на планетата, и един член на екипажа на борда на Ентърпрайз, лейтенант Трейси. Префектът иска да разследва убийството на планетата, но всички методи изглеждат безполезни. Веднъж на борда на Ентърпрайз, компютърът, захранван с всички медицински досиета на Скот, започва да анализира отговорите му на всички въпроси. Комитетът осъзнава, че Скот не лъже и наистина някой е отговорен за убийството. Комитетът открива, че нещото прилича на Джак Изкормвача, за когото се говори, че е съществувал през 19-ти, 20-ти и 21-ви век във всички системи между Земята и Аргелиус. |    |                             |                    |                                |                   |                   |                     |
| 44 | 15 | The Trouble with Tribbles   | Джоузеф Певни      | Дейвид Джеролд                 | 29 декември 1967  | 29 декември 1967  | Неизвестно          |
| Трибъли – мъркащи, пухкави и гальовни създания прекъсват експлоатацията на оспорвана планета между Клингонската империя и Федерацията. Ентърпрайз отговаря на сигнал за бедствие с приоритет 1 от космическа станция K7 на ръба на неутралната зона и близо до планетата Шърман. Г-н Барис моли Кърк да осигури защита на съоръжението за съхранение на космическата станция, за да запази подобрено зърно, което ще помогне на Федерацията да получи контрол над планетата на Шърман и да попречи на клингоните да я превземат. Ухура и Чеков откриват интересно създание, наречено трибъл на станцията и го качват на борда на Ентърпрайз. Трибълите започват да се размножават скоростно и да се разпространяват навсякъде из кораба. Трибълите започват да навлизат във вентилационните системи на Ентърпрайз и K7, унищожавайки реколтата. По-късно се разкрива, че реколтата е била отровена от клингонски шпионин на борда на космическата станция. Отровата също убива трибълите, които ядат от зърното. Кърк намира шпионина, а Скот намира начин да се отърве от трибълите на Ентърпрайз.                                               |    |                             |                    |                                |                   |                   |                     |
| 45 | 16 | The Gamesters of Triskelion | Джийн Нелсън       | Маргарет Армън                 | 5 януари 1968     | 5 януари 1968     | Неизвестно          |
| Капитан Кърк, Чеков и Ухура са отвлечени от мощни безплътни извънземни и принудени да се бият в гладиаторски състезания за хазартно забавление на извънземните. Докато се опитват да се телепортират до планетата Гама 2, Кърк, Ухура и Чеков се транспортират до мистериозна планета, Трискелион, която никога не е била картографирана от Федерацията. Там тримата са заловени и обучени на бойни умения от треньори, наречени Трали. Всеки акт на неподчинение е посрещнат с болка през яките около вратовете им. Ентърпрайз, сега командван от Спок, напуска системата Гама 2 и открива водороден облак с мистериозни енергийни полета. |    |                             |                    |                                |                   |                   |                     |
| 46 | 17 | A Piece of the Action       | Джеймс Комак       | Дейвид Хармън                  | 12 януари 1968    | 12 януари 1968    | Неизвестно          |
| Ентърпрайз посещава планета с култура на насилие, основана на епохата на сухия режим в Америка от 1920 г. След като получават доклад със 100-годишно закъснение от стар звезден кораб, Кърк, Маккой и Спок решават да се спуснат на планетата Йотиан, за да научат за техния начин на живот и са изненадани, че цялото общество се основава на чикагската мафия от 1920-те години. Осъзнавайки, че Ентърпрайз трябва да помогне за коригирането на тази ситуация, Кърк решава да събере всички босове на едно място и да формира синдикат, но среща проблеми с двамата най-големи боса, Бела и Крако. Кърк залавя Бела и транспортира Крако до Ентърпрайз, преди да подмами останалите босове да се съберат заедно. Използвайки командването на Звездния флот като орган за надзор, Кърк формира синдиката, който ще бъде оглавяван от Бела с Крако като негов лейтенант. Кърк се надява, че могат да научат тези хора на нов начин на живот под наблюдението на Федерацията. |    |                             |                    |                                |                   |                   |                     |
| 47 | 18 | The Immunity Syndrome       | Джоузеф Певни      | Робърт Сабароф                 | 19 януари 1968    | 19 януари 1968    | Неизвестно          |
| Екипажът на Ентърпрайз се натъква на източващо енергия космическо същество. На път към база 6 на командването на Звездния флот, Ентърпрайз получава заповеди да провери кораба Интрепид в слънчевата система Гама 7. Те намират черно пространство, покриващо пътя към системата, без видими звезди през него. При преминаване в него, Ентърпрайз започва да губи енергия и се привлича към едноклетъчен организъм с огромни размери. След като губи две сонди за изследване на организма и се проваля в опита си да се отдръпне, Кърк избира Спок да вкара совалката в мембраната на организма, да го изследва и да намери начин да го унищожи. Спок открива, че организмът е на път да се възпроизведе и има ядро, което може да бъде атакувано с пълен заряд от енергия от антиматерия. Кърк успява да изпрати сонда с помощта на Скот, оборудвана с таймерна бомба с енергия от антиматерия и Ентърпрайз започва да излиза от мембраната, дърпайки совалката. Накрая организмът е унищожен и галактиката е спасена. |    |                             |                    |                                |                   |                   |                     |
| 48 | 19 | A Private Little War        | Марк Даниълс       | Дон Ингълс                     | 2 февруари 1968   | 2 февруари 1968   | Неизвестно          |
| Капитан Кърк трябва да реши как да спаси примитивен народ от технологичната намеса на клингоните. При кацане на планетата с хуманоидно население, Кърк открива, че половината от населението, водено от стария му приятел Тайри, е все още примитивно, докато другата половина има огнестрелни оръжия. Спок е прострелян и е изпратен към кораба, за да се възстанови. Кърк и Маккой започват разследване и Кърк е отровен от див звяр. Тъй като Ентърпрайз не е на разположение да помогне, съпругата на Тайри, Нона, лекува Кърк, но също така се опитва да контролира Кърк и Тайри. След като се възстановява, Кърк отвежда Нона от лагера, но е нападнат от нея. Тя открадва фазера му и бяга към вражеския лагер, но е убита от засада. Тайри се съгласява да използва оръжия, за да се бие, за да защити народа си. Кърк моли Скот да направи огнестрелни оръжия за първобитните хора, за да поддържа баланс на силите между двата лагера. |    |                             |                    |                                |                   |                   |                     |
| 49 | 20 | Return to Tomorrow          | Ралф Сененски      | Джон Т. Дъган                  | 9 февруари 1968   | 9 февруари 1968   | Неизвестно          |
| Телепатични извънземни поемат контрола над телата на Кърк и Спок с намерението да направят нови, механизирани тела за себе си. След получаване на сигнал за бедствие от планета дълбоко в галактиката и далеч от последната набелязана зона, Ентърпрайз се свързва с форма на живот от чиста енергия, която желае Кърк, Спок, д-р Мълхал и Маккой да се телепортират долу. Те срещат Саргон, съзнателен ум, хванат в капан в машина. Саргон обяснява, че тяхната цивилизация е пътувала в космоса точно като Кърк преди векове и е оставила хората в различни звездни системи, за да ги колонизират. Но тази планета претърпява война, в която всички с изключение на няколко души се самоунищожават. Саргон, съпругата му и още един остават живи по този начин и искат да поемат контрола над телата на Кърк, Спок и д-р Мълхол, за да направят тела на андроиди за себе си. За да позволи на тялото да поддържа тази трансформация, Хенок, третият извънземен, прави отвара, за да помогне, но има други планове. Саргон измисля план да го унищожи, извинява се на Ентърпрайз и приема съдбата им, като по този начин престава да съществува. |    |                             |                    |                                |                   |                   |                     |
| 50 | 21 | Patterns of Force           | Винсънт МакИйвити  | Джон Мередит Лукас             | 16 февруари 1968  | 16 февруари 1968  | Неизвестно          |
| Екипажът на Ентърпрайз посещава планета, доминирана от нацистка култура и във война със своя планетарен съсед. Ентърпрайз посещава планетата Екос, която е заобиколена от обитатели на системата Зеон. Екосианците са агресивни, а зеоните са мирни хора. Ентърпрайз иска да се свърже с професор Джон от Земята, който е дошъл тук, за да изследва без взаимодействие, но планетата се е превърнала в колония от нацистки тип, мразеща Зеоните. Очевидно Джон става лидер на Екос и крои заговор за изтребването на зеоните. |    |                             |                    |                                |                   |                   |                     |
| 51 | 22 | By Any Other Name           | Марк Даниълс       | Джером Биксби                  | 23 февруари 1968  | 23 февруари 1968  | Неизвестно          |
| Същества от галактиката Андромеда открадват Ентърпрайз, модифицират го технологично и се опитват да се върнат у дома. Кърк, Спок, Маккой и някои членове на екипажа се спускат на повърхността на планета и намират група хора, които изискват Кърк да предаде кораба, като парализират всички с изключение на Кърк. Тези хора са жителите на планетата Келван в галактиката Андромеда. Те прекосяват междугалактическите граници и междугалактичното пространство до Млечния път, за да намерят устойчива система за своите хора в пътуване, продължило над 300 години. |    |                             |                    |                                |                   |                   |                     |
| 52 | 23 | The Omega Glory             | Винсънт МакИйвити  | Джийн Родънбъри                | 1 март 1968       | 1 март 1968       | Неизвестно          |
| Капитан Кърк трябва да се бори със смъртоносен вирус и коварен друг капитан на космически кораб, за да спре безсмислена междуплеменна война. Ентърпрайз отговаря на сигнал, получен от USS Екзитър, който обикаля около планета, но не отговаря на никакви съобщения. След като се качват на кораба, Кърк, Маккой и Спок откриват, че екипажът е изчезнал и е оставил дрехи и мистериозна сол, богата на калий и въглерод. Маккой осъзнава, че това може да са останките, ако телата на екипажа изгубят цялата си вода. Спок пуска последния дневник от Екзитър и намира съобщение, в което се казва, че всички са засегнати от вирус и не трябва да се връщат на кораба си, а да се телепортират към повърхността на планетата. |    |                             |                    |                                |                   |                   |                     |
| 53 | 24 | The Ultimate Computer       | Джон Мередит Лукас | Лоурънс Н. Уолф                | 8 март 1968       | 8 март 1968       | Неизвестно          |
| Нова компютърна система причинява хаос, докато е тествана на борда на Ентърпрайз. Тъй като по-голямата част от екипажа на Ентърпрайз е свален от борда, е инсталирана нова система M5, за да се тества дали може да контролира Ентърпрайз и да управлява операциите на борда. Д-р Ричард Дейстром създава този модул M5 и ще ръководи теста. Всичко върви по план, докато единицата M5 изпълнява демонстрационните задачи, но по някакъв начин машината започва да придобива твърде много контрол над Ентърпрайз, което започва да тревожи Спок и Кърк. Когато Кърк казва, че иска M5 да пусне някои от контролите, машината започва да вижда това като заплаха и започва да заключва всички ръчни контроли. Това се превръща в проблем, защото следващата задача е фалшива битка с три звездни кораба, които M5 смята за истински атаки. M5 зарежда торпедата, унищожава USS Екскалибур и сериозно поврежда USS Лексингтън. |    |                             |                    |                                |                   |                   |                     |
| 54 | 25 | Bread and Circuses          | Ралф Сененски      | Джийн Родънбъри, Джийн Л. Куун | 15 март 1968      | 15 март 1968      | Неизвестно          |
| Капитан Кърк и неговите спътници са принудени да се бият в гладиаторски игри на планета с цивилизация, подобна на Римската империя. Кърк, Спок и Маккой се предават, за да разберат защо нейните хора живеят като древната Римска империя, където робите са подлагани на гладиаторски битки. Те молят бежанците, избягали от робството, да им помогнат да влязат в империята, където срещат бивш капитан на звезден кораб. И тримата са заловени. Спок и Маккой са принудени да се бият и по-късно и тримата са осъдени на смърт. |    |                             |                    |                                |                   |                   |                     |
| 55 | 26 | Assignment: Earth           | Марк Даниълс       | Джийн Родънбъри, Арт Уолъс     | 29 март 1968      | 29 март 1968      | Неизвестно          |
| По време на историческа изследователска мисия през 1968 г. Ентърпрайз се натъква на Гари Севън, човек от бъдещето, който изглежда се опитва да промени историята. Ентърпрайз е на мисията си да наблюдава Земята през 1968 г., когато Севън е телепортиран на борда. Гари иска да се върне на повърхността на Земята, но командният екипаж на Ентърпрайз не може да реши как да процедира с него. Севън успява да избяга, карайки Кърк и Спок да се телепортират долу към повърхността на Земята. Историята подсказва, че на този ден в САЩ се е провалило изключително важно изстрелване на космически кораб, което е променило хода на историята. Но Кърк и Спок не осъзнават, че Севън се опитва да помогне на събитията да се случат, а не да ги спре. Използвайки своя таен портал, Севън успява да стигне до мястото на изстрелване и да инсталира устройството, което ще доведе до провала на мисията. |    |                             |                    |                                |                   |                   |                     |